# 多貝爾 (澳大利亞國會選區)
多貝爾選區（英語：Division of Dobell），是澳大利亞新南威爾士州的下議院選區，位於該州中海岸。面積775平方公里。
選區始於1984年，名字是紀念藝術家威廉·多貝爾。早期是工黨的安全選區，後來是與自由黨競爭的選區。除1990年和1996年外，每次當區勝出議員所屬政黨都能在該次大選勝出。自2007年起當區議員是工黨的克雷格·湯姆生。